# Łódzki Raid Samochodowy 1957
2. Łódzki Raid Samochodowy – 2. edycja Rajdu Łódzkiego. Był to rajd samochodowy rozgrywany od 11 do 12 maja 1957 roku. Była to pierwsza runda Rajdowych Samochodowych Mistrzostw Polski w roku 1957. Zawodnicy byli klasyfikowani w poszczególnych klasach, nie było klasyfikacji generalnej.

## Wyniki końcowe rajdu[1]

### Kategoria II klasa VII
| Miejsce | Kierowca             | Samochód    | Punkty |
| ------- | -------------------- | ----------- | ------ |
| 1       | Walerian Waryszewski | BMW 327 / 8 | 39,5   |
| 2       | Jerzy Zaczeniuk      | Citroen     | 121,0  |
| 3       | Ludwik Kachelski     | Citroen     | 176,0  |

### Kategoria II klasa IV-V
| Miejsce | Kierowca            | Samochód       | Punkty |
| ------- | ------------------- | -------------- | ------ |
| 1       | Alojzy Pawlak       | Skoda 1100     | 43,0   |
| 2       | Janusz Solarski     | Skoda 1100     | 44,0   |
| 3       | Kazimierz Osiński   | Simca 8        | 59,5   |
| 4       | Zygfryd Chmiel      | SAM-Volkswagen | 71,5   |
| 5       | Aleksander Sobański | Fiat 1100      | 143,0] |

### Kategoria II klasa III
| Miejsce | Kierowca              | Samochód   | Punkty |
| ------- | --------------------- | ---------- | ------ |
| 1       | Stanisław Wierzba     | FSO Syrena | 41,0   |
| 2       | Marian Zatoń          | FSO Syrena | 41,5   |
| 3       | Marian Repeta         | FSO Syrena | 51,5   |
| 4       | Marek Varisella       | DKW F8     | 91,5   |
| 5       | Franciszek Świątelski | DKW        | 116,5  |
| 6       | Stefan Goński         | DKW        | 137,0  |

### Kategoria I klasa IX
| Miejsce | Kierowca            | Samochód          | Punkty |
| ------- | ------------------- | ----------------- | ------ |
| 1       | Ksawery Frank       | Ford              | 68,0   |
| 2       | Jerzy Lewandowski   | Chevrolet         | 84,0   |
| 3       | Konstanty Krajewski | FSO Warszawa M 20 | 98,0   |
| 4       | Zygmunt Krzyżaniak  | Citroen BL 15     | 212,0  |

### Kategoria I klasa VIII
| Miejsce | Kierowca       | Samochód          | Punkty |
| ------- | -------------- | ----------------- | ------ |
| 1       | Jerzy Borowik  | FSO Warszawa M 20 | 71,0   |
| 2       | J. Rojek       | FSO Warszawa M 20 | 75,5   |
| 3       | J. Jurczyński  | FSO Warszawa M 20 | 77,5   |
| 4       | Tadeusz Dubas  | FSO Warszawa M 20 | 100,0  |
| 5       | T. Ostrowski   | FSO Warszawa M 20 | 113,0  |
| 6       | L. Senczkowski | Opel Kapitan      | 124,0  |

### Kategoria I klasa VII
| Miejsce | Kierowca      | Samochód      | Punkty |
| ------- | ------------- | ------------- | ------ |
| 1       | Antoni Weiner | Citroen BL 11 | 82,5   |
| 2       | Jan Stec      | Citroen BL 11 | 136,5  |

### Kategoria I klasa VI
| Miejsce | Kierowca             | Samochód           | Punkty |
| ------- | -------------------- | ------------------ | ------ |
| 1       | Władysław Paszkowski | Opel Olympia       | 0,0    |
| 2       | Maria Szmechta       | Mercedes-Benz 170V | 231,0  |
| 3       | Władysław Olszak     | Opel Olympia       | 433,0  |

### Kategoria I klasa IV-V
| Miejsce | Kierowca          | Samochód   | Punkty |
| ------- | ----------------- | ---------- | ------ |
| 1       | Henryk Olszewski  | Skoda      | 92,5   |
| 2       | Zbigniew Pawlak   | Wartburg   | 112,0  |
| 3       | Stanisław Cencora | Fiat 1100  | 127,5  |
| 4       | T. Peszko         | Fiat 1100  | 147,5  |
| 5       | Z. Rosłaniec      | Fiat 1100  | 148,5  |
| 6       | Edward Kuszewski  | Skoda 1100 | 154,5  |

### Kategoria I klasa III
| Miejsce | Kierowca          | Samochód     | Punkty |
| ------- | ----------------- | ------------ | ------ |
| 1       | Adam Wędrychowski | Zwickau P 70 | 57,0   |
| 2       | Jerzy Opiela      | DKW F8       | 95,5   |
| 3       | Irena Szczepańska | DKW F8       | 123,0  |
| 4       | Renata Jonderko   | DKW          |        |
| 5       | M. Skwarlińska    | DKW          | 164,5  |
| 6       | Piotr Mianowicz   | Fiat 500     | 164,5  |